# 영등포역 무궁화호 탈선 사고
영등포역 무궁화호 탈선 사고는 2022년 11월 6일 오후 8시 52분경 용산발 익산행 무궁화호 제1567열차가 영등포역 인근에서 탈선한 사고이다. 이 사고로 현재 총 35명의 부상자가 발생하였으며 또한 수도권 전철 1호선의 양방향 운행이 중단된 상태에 머물렀다. 또한 이 여파로 인해 서울역, 광운대역, 양주역, 소요산역 방면 열차들을 어쩔 수 없이 구로역까지만 운행한 바 있다.

2022년 11월 7일 오후 5시 30분에 복구가 완료되었다.